# Ricardo María Navarrete Fos
Ricardo María Navarrete y Fos (Alcoy, 1834-Madrid, 1909) fue un pintor español que destacó en el retrato, la pintura histórica y el costumbrismo. Era hermano del grabador Federico Navarrete.

## Biografía
Nacido en 1834 en la localidad alicantina de Alcoy, sus estudios los comenzó en la Academia de Bellas Artes de San Carlos de Valencia y después en Madrid, en la Escuela de Bellas Artes de San Fernando. 

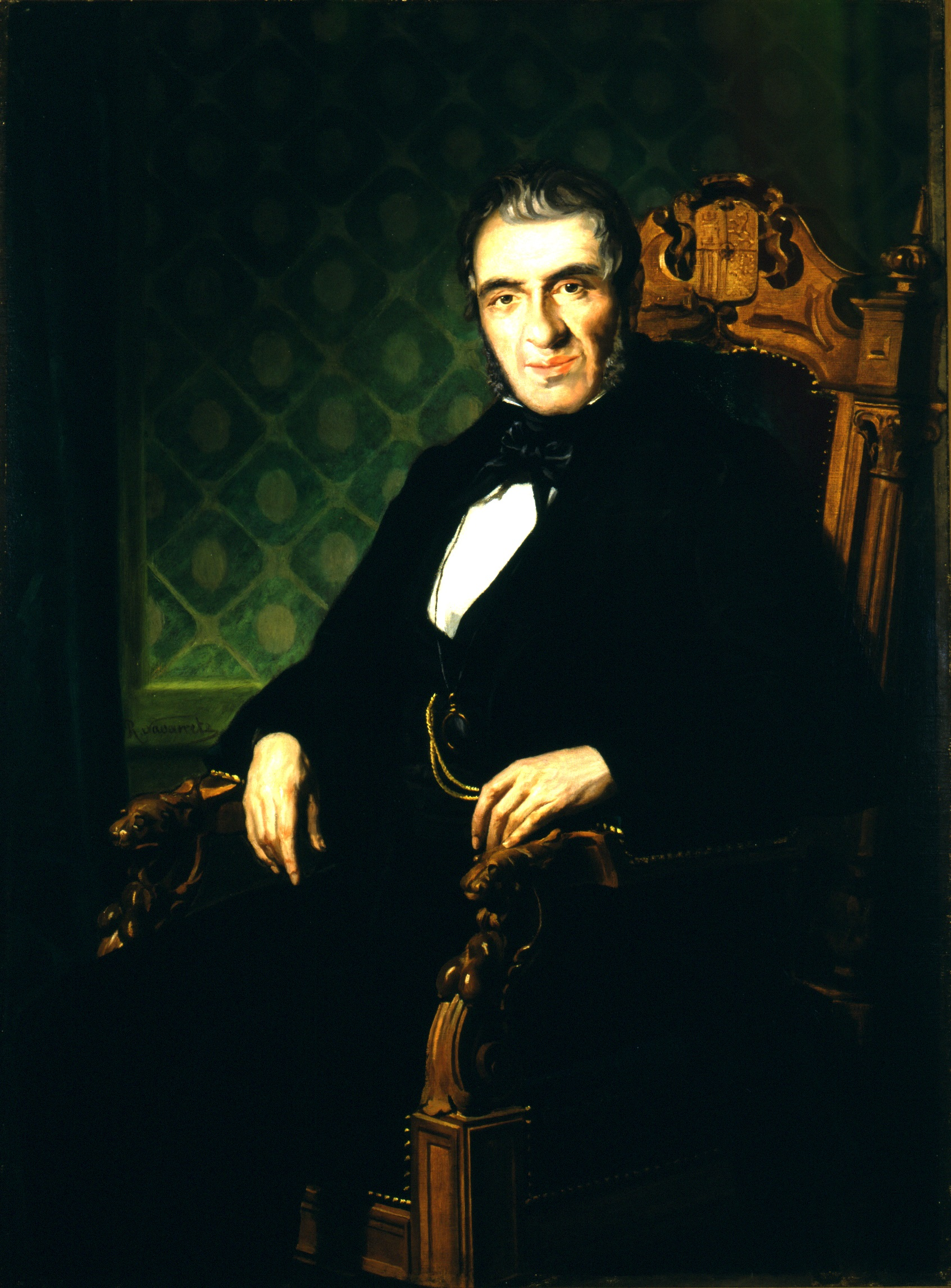
Retrato de Agustín de Argüelles Álvarez (1873) por Ricardo Navarrete Fos. Madrid, Congreso de los Diputados.

Fue pensionado en Roma y Venecia, desde donde fue enviando cuadros a las Exposiciones Nacionales, consiguiendo mención honorífica en la edición de 1864 y tercera medalla en 1867 con Capuchinos en el coro. Gracias a la protección económica de José María Olmos, pudo fijar su residencia en Venecia, y dedicarse a pintar temas de historia de la ciudad y pequeños cuadros de género muy admirados en su tiempo. Navarrete y Fos fue medalla de oro en la Exposición Universal de Viena de 1873. 
Regresó a España en 1884, y fue a partir de entonces profesor en la Escuela de Bellas Artes de Sevilla, de Barcelona y de Madrid, además de académico de la de Santa Isabel de Hungría de Sevilla. En 1873 realizó un retrato del novelista Enrique Pérez Escrich, que presentaría, a modo de homenaje, a la Exposición Nacional de Bellas Artes de 1897, año de la muerte del citado escritor. 

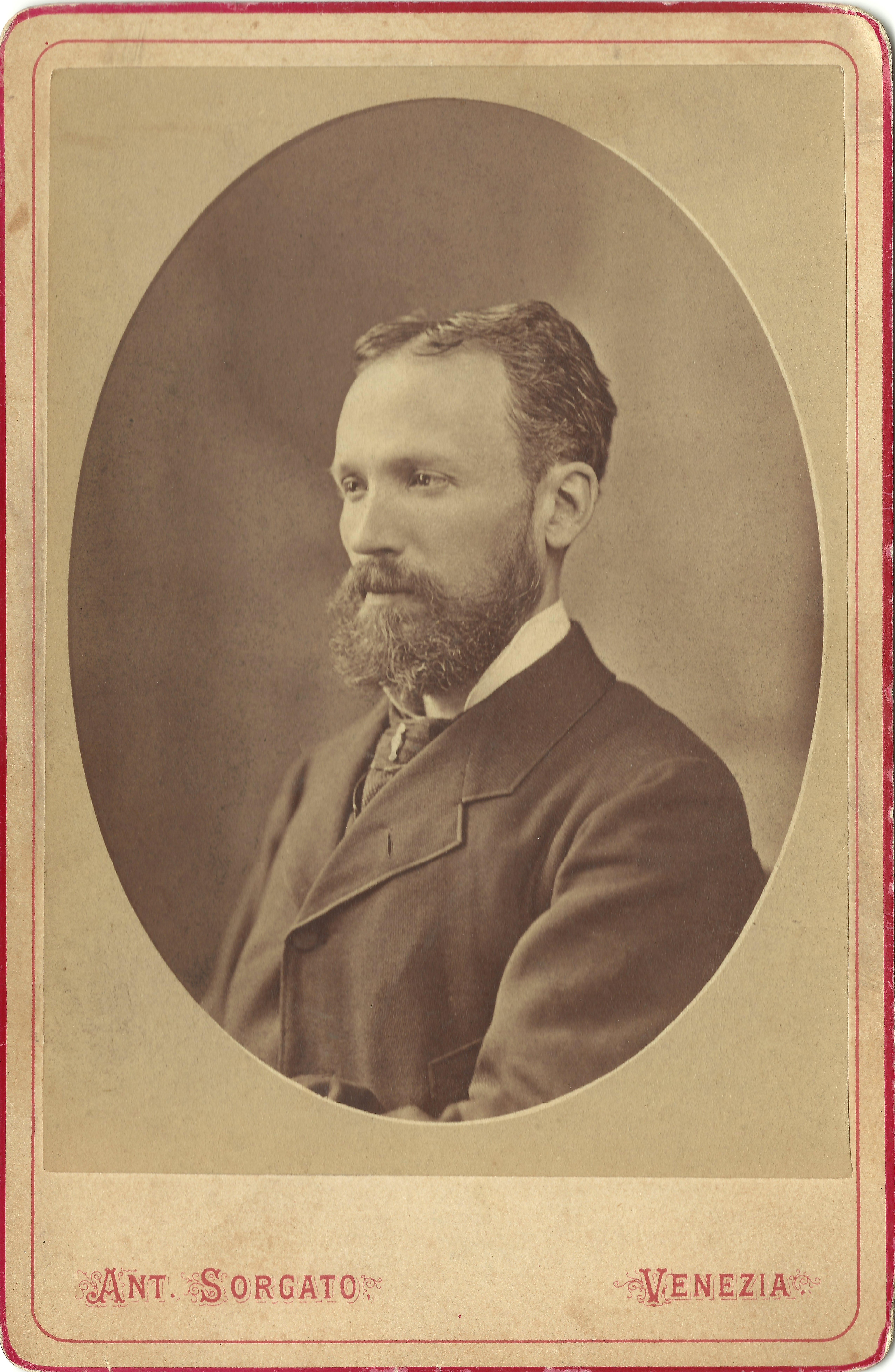
Retrato fotográfico de Ricardo Navarrete Fos

## Obras
- No te aflijas, óleo sobre lienzo, 73 x 55 cm (Museo Municipal de Játiva, Valencia).
- La delación secreta de la República de Venecia, óleo sobre lienzo, 225 x 160 cm (Museo de Almería).
- Interior de San Marcos de Venecia, óleo sobre lienzo, 111 x 78 cm (Diputación Provincial de Zamora).
- Interior de Santa María dei Frari (Venecia), óleo sobre lienzo, 110 x 80 cm (Diputación Provincial de Zamora).
- El Dux Foscari destituido, óleo sobre lienzo, 64 x 90 cm.
- Retrato del novelista Enrique Pérez Escrich, óleo sobre lienzo, 110 x 85 cm, 1873 (Ayuntamiento de Irún, Guipúzcoa).
- Capuchinos en el coro, óleo sobre lienzo, 132,5 x 185 cm, 1866 (Gobierno Civil de Vitoria).